# 尤卡坦半岛

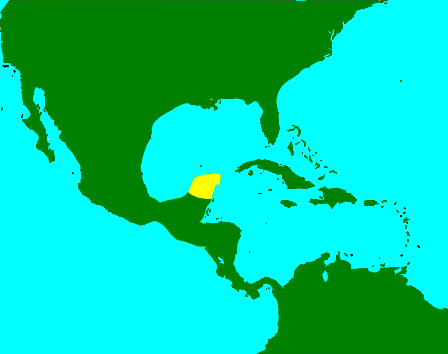
尤卡坦

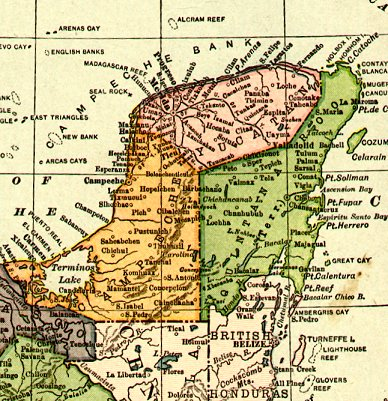
尤卡坦半岛1910年代地图

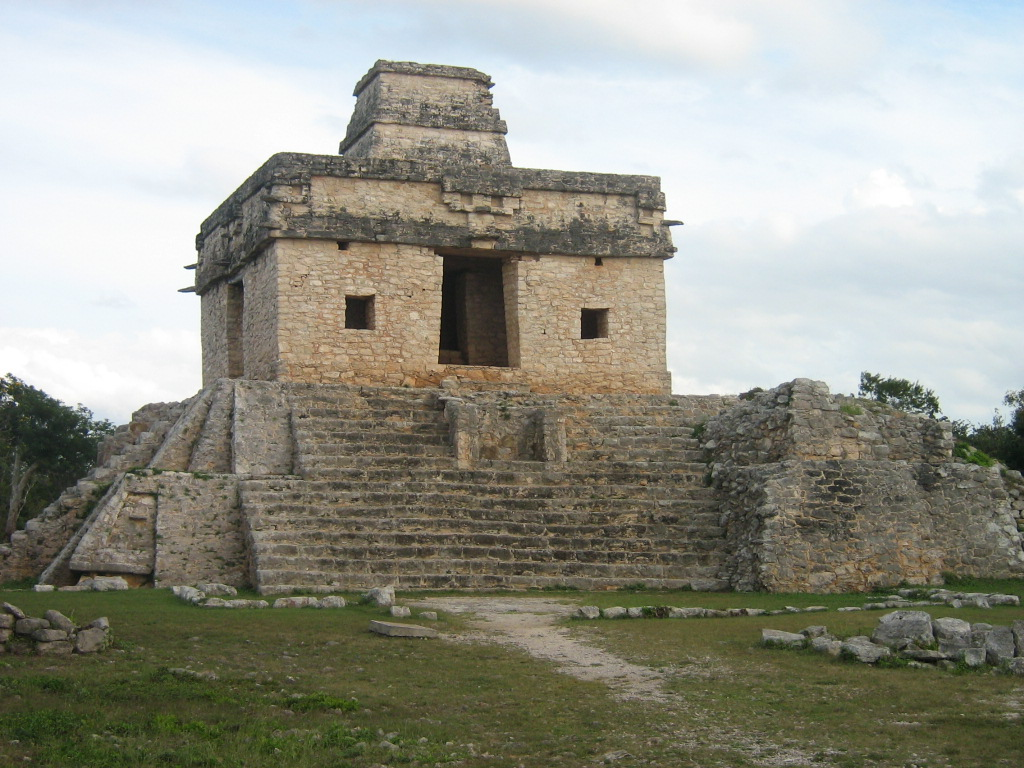
猶加敦半島Dzibilchaltún遺跡中的七小人廟

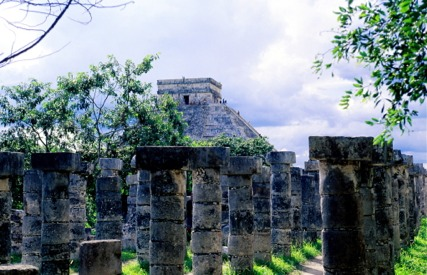
建於公元前525年位於奇琴伊察內的遺跡

猶加敦半島（西班牙語：Península de Yucatán）是位於中美洲北部、墨西哥东南部的半岛，墨西哥湾和加勒比海之间，将加勒比海从墨西哥湾中分离出。东靠加勒比海，西临墨西哥湾、坎佩切湾，东北隔尤卡坦海峡与古巴相望，面积達43,379平方公里。半岛大部分属于墨西哥的坎佩切州、金塔纳罗奥州和尤卡坦州，中南部和东南部分属危地马拉佩滕省和伯利兹。尤卡坦半岛大体上与玛雅文明的影响范围一致。直至今日，玛雅人以及带有部分玛雅血统的混血儿仍然占据该半岛的很大一部分人口，并且玛雅语仍然被广泛使用。

## 地理
尤卡坦半岛为南高北低的地形，平均海拔不足200公尺。半岛平均宽约320公里，海岸线长约1100公里。半岛由珊瑚和多孔石灰岩构成，表面覆盖一层乾薄泥土，形成低矮台地，北部和西部沿岸多荒凉的沙滩，东部沿岸多陡峭的悬崖，且海湾众多，大小岛屿散布其间，最大的为科苏梅尔岛。尤卡坦半岛没有河流，但由于石灰岩地质结构，北部有很多溶洞和地下河。半岛属热带气候，北部多热带草原，南部则为热带森林。全年雨量适中。半岛北部气候炎热干燥，由于无高山拦截来自大西洋带湿气的云，因而降雨量有限。往南，湿度增大，年降雨量自460毫米（18英寸）至2,000毫米（80英寸），灌木丛为高大乔木所取代。温度24∼37℃（75∼98℉），但全年大部分时间不论白天或夜晚都有凉爽的海风吹来，高温有所缓解。旱季从12月至翌年5月，最热的月分是5月和6月。半岛的大部分地区全年都有适当的降雨量。

## 旅游观光
尤卡坦半岛，以玛雅文明而闻名于世，是玛雅文化的摇篮之一。半岛四周海滩上，棕榈摇曳，椰树成林，风光绮丽。旅遊业是这一地区的支柱产业。

## 物产资源
半岛上有桃花心木等多种珍贵树木。主要作物有玉米、甘蔗、烟草、咖啡，半岛产剑麻，石油。南部以木材加工和口香糖制造业为主。

## 附記
地名的來源有兩個相似的故事：西班牙人來到尤卡坦時，問原住民他們所在的地方，得到的答案是"Yuca-hatlanás?"（你說什麼？）他們就以此為地名。另一個版本的回答是："Yuc Atan"（我不是本地人）。

## 希克苏鲁伯陨石坑
希克蘇魯伯隕石坑（Chicxulub crater）是一個位在墨西哥猶加敦半島的撞擊隕石坑，埋藏在地表之下。這個隕石坑的名稱，取自於隕石坑中心附近的城市希克蘇魯伯；希克蘇魯伯在馬雅語意為「惡魔的尾巴」。根據推測，隕石坑整體略呈橢圓形，平均直徑約有180公里，是地球表面最大型的撞擊地形之一。希克蘇魯伯隕石是全世界所有已知爆炸事件中規模排名第一的，規模相當於100萬億噸黃色炸藥（1014TNT當量）。
在70年代晚期，地質學家Glen Penfield在猶加敦半島從事石油探勘工作時，發現個這個隕石坑地形。目前已在該地區發現衝擊石英、重力異常、玻璃隕石等地質證據，可證明希克蘇魯伯隕石坑是由撞擊事件造成。從岩石的同位素研究得知，希克蘇魯伯隕石坑的年代約為6,500萬年前，時當白堊紀與古近紀交接時期。由於該隕石坑的規模與年代，希克蘇魯伯隕石坑常被認為是造成白垩纪-第三纪灭绝事件的成因，並造成恐龍等生物的滅絕；但也有科學家提出當時另有其他的滅絕因素。近年來，另有多重撞擊理論，認為當時有許多顆隕石在短時間內撞擊地球，而希克蘇魯伯隕石坑僅是其中一顆。另有天文研究指出，這些隕石是在1億6,000萬年前分裂而成。2010年3月5日，一个国际研究小组在《科学》杂志上发表研究报告，确认在6500万年前，一颗小行星撞击今天墨西哥境内的希克苏鲁伯地区是造成白垩纪-第三纪恐龙大灭绝的原因。

## 資料來源
1. ↑  .   [2011-01-26]. （原始内容存档于2013-07-03）.
2. ↑  Bates, Robin (series producer), Chesmar, Terri and Baniewicz, Rich (associate producers).  (TV-series). PBS Video, WHYY-TV. 1992. 外部链接存在于|title= (帮助)
[Bakker, Robert T. Interview: The Dinosaurs: Death of the Dinosaur. 1990, WHYY-TV.
Hildebrand, Alan. Interview: The Dinosaurs: Death of the Dinosaur. 1992, WHYY-TV.
Milosh, Gene. Interview: The Dinosaurs: Death of the Dinosaur. 1992,（1990）: WHYY-TV.
Moras, Florentine. Interview: The Dinosaurs: Death of the Dinosaur. 1992,（filmed 1990）: WHYY-TV.
Penfield, Glen. Interview: The Dinosaurs: Death of the Dinosaur. 1992, WHYY-TV.
3. ↑  Bakker interview. "Does the [impact theory] explain the extinction of the dinosaurs? There are problems..."
4. ↑  Bottke, W.F.; Vokrouhlicky, D., Nesvorny, D.  (PDF). Nature. September 2007, 449: 23–25  [2007-10-03]. doi:10.1038/nature06070. （原始内容存档 (PDF)于2020-04-24）.
5. ↑  Ingham, Richard. . AFP. Google News. 2007-09-05  [2007-09-27]. （原始内容存档于2007-11-14）.
6. ↑  Peter Schulte, et al.（5 March, 2010）. The Chicxulub Asteroid Impact and Mass Extinction at the Cretaceous-Paleogene Boundary, Science, 327 (5970): 1214 - 1218. DOI: 10.1126/science.1177265. （页面存档备份，存于） http://www.sciencemag.org/cgi/content/full/327/5970/1214 （页面存档备份，存于）

## 外部連結
- Yucatán Peninsula - Visite Mexico,墨西哥旅遊局
- Yucatan Wildlife尤卡坦半島生態資訊 （页面存档备份，存于）